# Suhoj Su-37
Suhoj Su-37 (poznat kao "Terminator") je ruski vojni zrakoplov za zračnu nadmoć.Su-37 je razvijen kao poboljšanje za već postojeći Su-27. Avion je razvijen 1977. godine, a prvi let  doživio je bio 4. veljače 1994.godine. Nova značajka ovog zrakoplova su dvodimenzionalni motori za kontrolu vektora potiska, koji omogućuju letjelici da se oporavi od vrtnje i zastoja na gotovo bilo kojoj visini, a također je opremljen potpuno digitalnim fly-by-wire sustavom. kontrole. Zrakoplov je demonstrirao nove manevre, kao što je sposobnost usmjeravanja nosa u suprotnom smjeru od smjera leta tijekom dugotrajnih razdoblja, rotiranje nosa za 360° i oporavak od klizanja repa kotrljanjem u potpuno drugu ravninu. Državno financiranje zrakoplova je neko vrijeme povučeno, ali je ponovno vraćeno 1999. Međutim, 2002. jedan od dva Su-37 se srušio, čime je program zapravo prekinut. Tehnologija i modernizacije Su-37 ipak su došle do novih varijanti Flankera kao što su Su-35BM Flanker-E i Su-30MKI Flanker-H. Ovaj zrakoplov može nositi do 14 projektila zrak-zrak i 8 tona ostalih bojnih sredstava. Također je opremljen elektroničkim protumjerama i topom GSh-301 kalibra 30 mm koji može ispaliti 1500 metaka po minuti.U Ruskom vojnom zrakoplovstvu se koriste samo 2 Su-37. Su-37 može letjeti maksimalnom brzinom od 2440 km/h. Domet i gornji prag letjelice su 3.700 kilometara odnosno 18.000 metara, a letjelica teži oko 18.5 tona.